# Голубоглазый самурай
«Голубоглазый самурай» (англ. Blue Eye Samurai) — американский мультсериал Амбер Ноидзуми и Майкла Грина. Сериал продлён на второй сезон.

## Сюжет
Действие сериала проходит в Японии, во время периода Эдо. Сёгунат Токугава закрыл границы страны. Мастер меча полукровка Мизу жаждет отомстить четверым белым мужчинам, которые незаконно остались в стране.

## Актеры озвучки
- Майя Эрскин — Мизу, самурай-женщина.
- Маси Ока — Ринго, оптимистичный повар.
- Бренда Сонг — принцесса Акеми.
- Кэри-Хироюки Тагава — Мастер Эйджи, слепой кузнец, воспитавший Мизу.
- Кеннет Брана — Абиджа Фаулер, ирландский контрабандист
- Эрик Бауза — 11 персонажей (в 4 эпизодах)

## Список эпизодов

### Сезон 1 (2023)
| № общий | № в сезоне | Название                                                           | Режиссёр                   | Автор сценария              | Дата премьеры    |
| ------- | ---------- | ------------------------------------------------------------------ | -------------------------- | --------------------------- | ---------------- |
| 1       | 1          | «Молотковая чешуя» «Hammerscale»                                   | Джейн Ву                   | Майкл Грин и Амбер Ноидзуми | 3 ноября 2023 г. |
| 2       | 2          | «Неожиданный элемент» «An Unexpected Element»                      | Риан О'Локлин              | Майкл Грин и Амбер Ноидзуми | 3 ноября 2023 г. |
| 3       | 3          | «Фиксированное количество путей» «A Fixed Number of Paths»         | Эрл А. Хибберт и Алан Уан  | Майкл Грин и Амбер Ноидзуми | 3 ноября 2023 г. |
| 4       | 4          | «Особенности» «Peculiarities»                                      | Риан О'Локлин              | Майкл Грин и Амбер Ноидзуми | 3 ноября 2023 г. |
| 5       | 5          | «Повесть о ронине и невесте» «The Tale of the Ronin and the Bride» | Майкл Грин                 | Амбер Ноидзуми              | 3 ноября 2023 г. |
| 6       | 6          | «Все злые сны и гневные слова» «All Evil Dreams and Angry Words»   | Эрл А. Хибберт и Санни Сан | Майкл Грин и Амбер Ноидзуми | 3 ноября 2023 г. |
| 7       | 7          | «Ничего не сломано» «Nothing Broken»                               | Алан Тейлор                | Яна Биль-Чанг               | 3 ноября 2023 г. |
| 8       | 8          | «Великий пожар 1657 года» «The Great Fire of 1657»                 | Джейн Ву                   | Майкл Грин и Амбер Ноидзуми | 3 ноября 2023 г. |

## Приём
Агрегатор рецензий Rotten Tomatoes на основе 29 обзоров 97 % со средним рейтингом 8,3 из 10. The website’s critics' consensus says, «Visually dazzling while paying deft attention to character, Blue Eye Samurai is a masterfully rendered animated adventure.» Metacritic, который использует средневзвешенное значение, на базе 6 рецензий дал проекту 88 из 100 баллов, что указывает на «всеобщее признание».
The New York Times в обзоре лучших телевизионных шоу 2023 г. включила проект в категорию «Почётное упоминание» .
Создатель видеоигр Хидео Кодзима назвал проект «лучшим аниме года», описав его как «визуальное произведение, выходящее за рамки здравого смысла анимации».